# Bombardementet af Tallinn under 2. verdenskrig
Luftbombardementet af Tallinn (1944) betegner et af de alvorligste angreb på civilbefolkningen i Estland under 2. verdenskrig. Ifølge officielle tal døde 757 personer direkte som følge af luftbombardementet, men dette tal menes at være i underkanten, da der senere blev fundet yderligere ofre. Få dage forinden, den 6. marts havde sovjetiske luftstyrker totalbombarderet byen Narva så kraftigt, at praktisk talt ikke en eneste bygning forblev uberørt, og den 8. marts 1944 havde sovjetiske luftstyrker tillige bombet byerne Jõhvi og Tapa. Den 26. marts blev Tartu bombet, hvorved 67 indbyggere døde. I alt er opgjort, at 2.909 personer døde som følge af bombeangreb i tiden 1941—1945.
Sovjetunionen foretog under krigen flere bombeangreb mod den estiske hovedstad: i 1942, i 1943 og endelig det største i marts 1944.

## Sovjetiske bombeangreb 1942 og 1943
Tallinn blev bombarderet af sovjetiske luftstyrker flere gange i maj og september 1942.
I 1943 gennemførtes flere bombardementer af Tallinn i februar, marts, maj, august og september.

## Sovjetiske bombeangreb i 1944
De alvorligste luftbombardementer fandt sted den 9. og 10. marts 1944. En uge tidligere havde borgmesteren i Tallinn givet ordre til byens indbyggere om at forlade hovedstaden, men evakueringen mislykkedes. Bombeangrebet var mere omfattende end den stedlige befolkning på nogen måde havde forestillet sig. Bombeflåden omfattede omkring 280 fly, som smed 3.068 bomber, heraf 1.725 eksplosive og 1.300 andre, der påførte byen stor skade. Brandvæsenet manglede vand til slukningsarbejdet, idet sovjetiske sabotører havde sprængt byens pumpestation forud for luftangrebet.

### Bombningernes gennemførelse
Bombardementet begyndte om aftenen klokken 19.15, og første bølge varede til klokken 21.15. Klokken 1.00 om natten blev byen udsat for anden bølge, der fortsatte til klokken 4.00 om morgenen. Ved begge bølger deltog henved 280 russiske bombefly, og der blev kastet store mængder brand-, spræng- og fosforbomber. På Lasnamäe befandt sig ni Ju-88 natjæger-eskadriller, hvoraf kun fem var beredte til at starte. alligevel fik de nedskudt 16 bombefly. Sammenlagt nedskød denne nat byens antiluftskytsenheder og JU-88 natjæger-eskadriller 36-38 russiske bombefly.

### Skader og tab
De militære tab var ubetydelige, idet kun få militære installationer og forråd blev ramt; det eneste betydelige tab var, at en million liter brændstof gik op i flammer i et brændstofdepot. Blandt virksomheder, der havde leveret udstyr til den tyske hær, blev "Luther" træfabrik og Urania-Werke kabelfabrik ødelagte. Men den altovervejende del af bomberne ramte boliger og offentlige bygninger, herunder "Estonia" (det estiske nationalteater), St. Nikolai kirke, byens synagoge, fire biografer samt Tallinn Stadsarkiv med dets værdifulde samling af middelalderlige dokumenter. Da byens forstadshuse for en overvejende dels vedkommende var bygget af træ, skete der omfattende brandskader her og i bykernen: i følge en officiel opgørelse mistede 757 indbyggere livet, heraf 586 civile borgere, 50 tilhørende militært personale og 121 krigsfanger, 213 blev alvorligt tilskadekomne, 446 blev lettere skadet. Blandt de skadede var 65 militære tjenestemænd og 75 krigsfanger. Senere opgjordes flere ofre således, at antallet af dræbte skønnes at være omkring 800.
Henved 8.000 bygninger blev ødelagte, hvilket angiveligt udgjorde en tredjedel af byen og halvdelen af boligmassen. Omkring 20.000 indbyggere mistede deres hjem som følge af bombardementet. Byens tyske kommandant gjorde en stor indsats både for at belyse ødelæggelserne og hjælpe nødstedte borgere.

### Formål og reaktion
De store civile tab og små militærstrategiske skader skyldes, at de sovjetiske angreb fortrinsvis havde til formål at nedbryde den civile befolknings modstandsvilje over for den fornyede sovjetiske besættelse (efter besættelsen 1940-1941). Virkningen blev imidlertid den modsatte: de omfattende civile tab bidrog til befolkningens modstand mod den sovjetiske hær. Den 27. februar havde et sovjetisk luftangreb ramt børn, der legede i skolegården i Luunja vald, hvorved fire børn myrdedes. Deres begravelse udformede sig som en national mindedag, ved hvilken fremkom digtet "Uus Herodes" ("Ny Herodes") skrevet af Henrik Visnapuu. Flere estere følte trang til at kæmpe mod den sovjetiske fremrykning Følgende slogan blev skrevet på ruinerne af Estonia-teateret:
Varemeist tõuseb kättemaks! (Gengældelse vil vokse ud af ruinerne!)
Dette slogan gav navn til nyhedsavisen for 20. Waffen Grenadier Division i SS (1. estiske) (tysk: 20.Waffen-Grenadier-Division der SS (estnische Nr.1), estisk: 20. Eesti relvagrenaderide SS-diviis).

### Efterfølgende begivenheder
De sidste sovjetiske luftbombardementer af Tallinn fandt sted natten inden den 22. september 1944.

## Mindesmærke
Gennem hele sovjettiden stod ruiner i Harju tãnav (gade) i den gamle bymidte som mindesmærke over ofrene for bombardementet, men i 2007 blev ruinerne tildækket og en park dannet over dem efter grundige forudgående arkæologiske udgravninger.

## Nürnberg
Under krigsskueprocesserne i Nürnberg blev tyske naziledere anklaget – og dømt – for at have stået bag bombardementet!